# Bulbophyllum contortisepalum
Bulbophyllum contortisepalum là một loài phong lan thuộc chi Bulbophyllum.